# Topolino - La casa del divertimento
Topolino - La casa del divertimento (Mickey Mouse Funhouse) è una serie animata statunitense realizzata da Disney Television Animation.
È il successore di Topolino - Strepitose avventure.

## Distribuzione
La serie è stata trasmessa negli USA il 16 luglio 2021 con uno speciale e poi il 20 agosto 2021 su canale Disney Junior e Disney Channel e la seconda stagione è stata confermata a ottobre dello stesso anno. In Italia, la serie è trasmessa su Disney+.

## Personaggi e doppiatori
- Topolino - Bret Iwan, Alessandro Quarta. Il leader dei Sensazionali Sei.
- Minni - Kaitlyn Robrock, Paola Valentini. Il primo membro femminile del gruppo (e il secondo in totale)
- Pippo - Bill Farmer, Roberto Pedicini. Il terzo membro del gruppo.
- Paperino - Tony Anselmo, Luca Eliani. Il quarto membro del gruppo.
- Paperina - Tress MacNeille, Debra Wilson, Laura Lenghi. La migliore amica di Minni, è il secondo membro del gruppo (il quinto generalmente)
- Pluto - Bill Farmer, Leslie La Penna. Il cane di Topolino, è il sesto membro del gruppo.
- Spassy - Harvey Guillén, Gabriele Patriarca. È la magicasa di Topolino e i suoi amici.
- Teddy - Brock Powell
- Pietro Gambadilegno - Jim Cummings, Paolo Marchese. Il cattivo dei Sensazionali Sei.
- Qui, Quo e Qua - Melissa Hutchinson, Monica Volpe. I nipotini di Paperino.

## Episodi
| Stagione         | Episodi | Prima TV originale | Prima TV Italia |
| ---------------- | ------- | ------------------ | --------------- |
| Prima stagione   | 26      | 2021-2023          | 2021-2023       |
| Seconda stagione | 30      | 2022-2024          | 2023-2024       |
| Terza stagione   | 30      | 2024-2025          | 2024-2025       |